# 이명박근혜 심판 범국민행동본부
이명박근혜 심판 범국민행동본부(李明'博/朴'槿惠審判汎國民行動本部,이하 "범국본")는 2007년부터 2018년까지 존속한 대한민국의 시민 단체이다. 일반적으로 안티이명박이나 안티MB로 줄여 부른다. 설립 당시 이름은 이명박 탄핵을 위한 범국민운동본부였으며 초기에 2MB 탄핵 투쟁 연대라는 이름으로 활동하기도 하였다. 범국본은 서울에 사무소를 두고 인터넷 포털 다음에 카페를 열어 온라인 본부를 운영하였다. 범국본의 해산과 함께 설립한 시민단체 적폐청산 의열행동본부가 범국본의 많은 부분을 계승하였다.

## 설립
2007년 12월 19일, 17대 대선의 투표가 끝난 오후 7시경 네티즌 '하늘오빠'가 '이명박 탄핵을 위한 범국민운동본부'라는 이름의 다음 카페를 개설했고 2일 만에 회원 수가 5000명을 넘었다.
2008년 2월 1일에는 정관을 제정하여 단체의 목적과 구성 등을 명확히 하였다.

## 구성
범국본이 운영하는 온라인 본부에 가입한 사람은 회원의 자격을 가진다. 한때 전국 주요 지역마다 지역별 모임이 있었으며, 이들은 서울 이외 지역에서의 촛불 집회를 주도하였다. (2008년 대한민국의 촛불 시위#서울 외 참고)
기관지로 인터넷 언론인 '서울의 소리'를 운영하였으며 서울의 소리는 범국본의 해산과 함께 독립하였다.

## 활동

### 배경
이명박은 대한민국 제 17대 대통령 취임 초기부터 한반도 대운하 사업, 공기업 민영화, 고등학교 0교시 도입, 해외 추가 파병 추진, '강부자(강남·부동산·자산가) 내각' 구성, '일본 과거사 용서' 발언 등으로 인해 일부 국민의 많은 반발을 불러왔고, 특히 18대 총선이 끝난 직후 이명박이 미국을 방문해 타결된 미국산 소고기 수입 재개 협상은 대한민국 내에 커다란 파문을 일으켰다. 이명박의 이러한 일련의 정책에 대한 국민의 불만은 그에 대한 탄핵을 요구하는 움직임으로 이어졌으며, 범국본을 비롯하여 여러 시민 단체들이 이명박을 탄핵하기 위한 각종 시위 등을 벌이고, 인터넷에서도 백만 명 이상의 많은 사람들이 이명박 탄핵 서명에 동참하였다.

### 2008년4월 이전
범국본은 2007년 12월 22일부터 이명박 탄핵을 목표로 한 촛불 집회를 주최하여 2008년 4월 26일까지 꾸준히 집회를 열었다. 범국본의 주장에 따르면 평균 참가자 수는 100명 ~ 200명 선이었다. 각지에서 열린 당시 집회의 내용은 다음과 같다.
- 이명박의 과거 각종 범법 혐의와 부도덕 행위 비판
- 이명박과 뉴라이트의 친일 성향 비판
- BBK 주가 조작 사건 특검법 공포 촉구
- BBK 주가 조작 사건에 대한 특검의 엄정 수사 촉구
- 이명박 정부 정책 반대
- 18대 총선 한나라당 반대

### 2008년 촛불시기
범국본이 이명박 탄핵 운동을 벌이던 도중, 4월 29일 문화방송의 PD수첩 프로그램이 미국산 쇠고기의 실태를 방영하면서 국민들의 분노가 커졌고, 5월 2일에 긴급히 "미친 소 너나 처먹어라"라는 제목의 촛불 집회를 청계천 소라광장에서 개최하였다. 여기에 1만 5천 명 가량의 시민들이 참가하였고, 이것이 2008년 대한민국의 촛불 시위의 시작이 되었다. 이후 범국본은 '미친소 비대위'를 만들어, 미국산 쇠고기 협상 반대 운동을 통해 이명박 탄핵 운동을 진행하였으며 광우병 국민대책회의에 참여하였다. 시위 기간 중 범국본의 온라인 본부는 다음 아고라와 함께 촛불 시위 참여자들이 온라인으로 모여 의견을 교환하는 대표적인 장소가 되었다.
촛불 시위 시작 직후부터 조중동 등 보수 매체들은 연일 촛불 시위를 비난하였고 주도 단체들을 '시민을 선동하는 반미좌파'로 규정하여 범국본은 이에 '조선일보 비대위'를 만들어 대응하였다. 촛불 시위에 대한 조중동의 비난 일변도의 논조로 인해 참여자들 사이에서 조중동에 광고를 싣는 업체들에 대한 불매운동이 일어났고 이는 언론소비자주권 국민캠페인이 생기는 계기가 되었다.

### 2009년부터2012년까지
2008년 촛불 시위가 끝난 이후 범국본 자체의 활동은 현저히 줄어들었으나 다른 여러 단체에서 범국본의 회원들이 활동하였다. 2009년 이후 이명박 정부 시기 범국본의 주요 활동은 다음과 같다.
- 용산 참사를 계기로, 범국본을 비롯하여 2008년 촛불 시위에 참여했던 단체들이 모여 '촛불시민연석회의'를 만들었다.[11]
- 2009년 5월 29일 노무현 전 대통령의 영결식 이후 7월 10일 사십구재를 지낼 때까지 서울 덕수궁 대한문 앞에서 '시민 분향소'를 운영했다.
- 이명박의 2008년 방일 중 '독도 발언' 논란에 대해 2009년 8월 13일 시민 1800여명이 요미우리 신문에 제기한 집단 소송을 주도하였다. (이명박에 대한 비판#허위 및 거짓 참고)
- 2011년 9월 1일 이명박 심판을 위한 범국민운동본부로 단체 명칭을 변경하였다.

### 2013년부터2016년 촛불전까지
박근혜 정부 출범 이후 2016년 촛불 집회 전까지 단체의 이름으로 펼친 활동 중 언론 보도 등 문서를 통해 공식적으로 확인된 것은 다음과 같다.
- 대한민국 제6회 지방 선거를 앞두고 선거 부정을 경계하고자 국가정보원 대선개입 사건을 규탄하는 단식 농성과 함께 집회를 개최하였다.[12]
- 대북 전단 살포를 주도한 반북단체를 외환죄, 국가보안법 위반, 항공법 위반 등 혐의로 고발하였다.[13]
- 이명박이 회고록 '대통령의 시간'을 통해 주장한 사실들에 대해 2015년 2월 9일 이명박을 대통령기록물관리법 위반과 공무상 기밀누설 혐의로 고발하였다.[14][15]
- 2016년 1월 1일 이명박근혜 심판 범국민행동본부로 단체 명칭을 변경하였다.

### 2016년 촛불 및19대 대선시기
범국본은 박근혜정권 퇴진 비상국민행동에 참여하여 촛불 집회를 개최하는 등 박근혜 대통령 퇴진 운동에 참여하였으며, 이후 19대 대선 시기 검찰 고발 위주의 활동을 진행하였다.
- 박근혜 대통령 탄핵 반대 시위에서 계엄령 선포와 군사 쿠데타 등을 주장한 박사모와 탄기국을 내란 선동 혐의로 고발하였다.[16][17]
- 19대 대선에서 '가짜 뉴스'를 유포한 의혹을 받은 자유한국당 관련 인사들을 공직선거법상 허위사실공표·후보자비방 및 전기통신기본법 위반 혐의로 고발하였다.[18]
- 19대 대선에 자유한국당 후보로 출마한 홍준표의 '이명박 BBK 은폐 발언'에 대해 공직선거법 위반 등 혐의로 서울중앙지검에 고발하였다.[19][20]

### 문재인 정부시기
문재인 대통령 취임 이후 범국본 해산 전까지 범국본은 이명박과 이명박 정부의 잘못을 밝히기 위해 관련자들을 수사하여 처벌할 것을 요구하는 활동을 펼쳤다.
- 이명박 집 앞에서 이명박의 구속을 촉구하는 피켓 시위와 함께 오염된 물을 뿌리는 퍼포먼스를 하며 4대강 사업 추진 등을 비판했다.[21][22]
- 2017년 10월부터 2018년 3월까지 이명박 집 앞에서 이명박의 구속을 촉구하는 농성을 하며 매주 촛불 집회를 개최했다.[23]
- 이명박이 구속 수감된 이후 '승리 선포' 기자회견을 개최하고 이를 축하하는 떡을 나누어주는 행사를 열었다.[24]

## 해산 및 후계 단체
범국본은 이명박 구속 이후 개최한 '승리 선포' 기자회견에서 "투쟁 활동을 종료하고 해산 절차를 시작할 예정"이라며 "잠시 휴식기를 갖고 정비를 한 후에 본격적인 적폐청산을 위한 새로운 단체로 거듭날 것"이라고 밝혔다. 이에 따라 범국본은 2개월 후인 2018년 6월 1일 단체를 공식 해산하였으며, 범국본의 회원과 재산 등은 해산과 동시에 설립한 시민단체인 적폐청산 의열행동본부(이하 "의열행동")가 계승하였다.
범국본은 해산하였으나 후계 단체인 의열행동을 범국본의 연속으로 보기도 한다.

## 사건

### 조계사 흉기 피습
2008년 9월 9일 조계사 앞에서 범국본 회원 3명이 30대 남성이 휘두른 흉기에 찔려 크게 다쳤다. 이 사건은 몇 가지 의혹을 불러일으켰다. 범국본 측은 "당시 피의자에게서 술에 취한 기운을 전혀 느낄 수 없었고 결코 우발적인 범행일 수 없다"며 "경찰은 사건과 관련된 의문들을 명백히 밝혀야 한다."고 했다. 또한 "박씨가 안티 이명박 카페 회원들만 선택해서 범행을 저지르는 등 계획적이었으며 경찰도 수수방관하는 등 의문점이 많다"며 "하지만 경찰은 박씨가 술을 마시고 난동을 부린 것으로 몰아가려고 하고 있다."고 지적했다.

### 후원금 횡령 의혹과 무죄 선고
조계사 앞에서의 회원 피습 사건 이후 범국본은 '조계사 비대위'를 만들고 치료비 모금 운동을 벌였다. 이후 회원에게서 7580여만원을 모금한 뒤 4300여만원을 촛불집회 등 시위자금과 사무실 임대료, 술값 등으로 쓴 혐의를 받고 조계사 비대위 총무 김모씨가 구속되었다. 경찰은 범국본의 당시 부대표 백 모 씨 등 운영진 8명도 같은 혐의로 수사했다.
2016년 1월 19일 대법원은 범국본 운영진의 혐의에 대해 모두 무죄를 선고하였다. 이에 범국본은 당시 이를 보도한 언론사들에 정정보도를 청구하고 조선일보, 동아일보, 헤럴드경제에 손해배상을 청구하였다. 이에 해당 사안을 보도했던 언론사들은 추후보도 또는 정정보도를 내었고 동아일보에는 손해배상 판결이 내려졌다.

### 박근혜 5촌 살인사건 관련 의혹 보도
범국본의 기관지였던 서울의 소리는 2012년 대통령 선거를 앞두고 당시 후보였던 박근혜의 5촌 살인사건 관련 의혹, 박근혜와 최태민의 내연관계 의혹, 동생 박근령의 남편 신동욱 납치 의혹 등을 보도하였다. 이에 박근혜는 서울의 소리 편집인 백은종을 명예훼손 혐의로 고소하였고, 서울중앙지법은 벌금 500만 원을 선고하였다. 이에 대해 백 씨는 "재판부가 언론의 자유를 가볍게 판단한 것 같다"며 항소하였으며 2018년 항소심은 명예훼손에 대해 무죄로 판단하였다.

## 같이 보기
- 이명박
- 이명박에 대한 비판
- 이명박 정부
- 2008년 대한민국 미국산 쇠고기 수입 협상 논란
- 2008년 대한민국의 촛불 시위
- 박근혜
- 박근혜 정부
- 박근혜 대통령 퇴진 운동